# Ursoaia, Cahul
Ursoaia este un sat în cadrul comunei Lebedenco, raionul Cahul, Republica Moldova.
Structură etnică
     moldoveni (57,56%)
     ucraineni (1,58%)
     ruși (1,82%)
     găgăuzi (0,32%)
     bulgari (38,24%)
     români (0%)
     evrei (0%)
     polonezi (0%)
     țigani (0,16%)
     alte etnii / nedeclarată (0,32%)
Conform datelor recensământului din 2004, populația localității este de 1.263 locuitori, dintre care 621 (49,17%) bărbați și 642 (50,83%) femei. Structura etnică a populației în cadrul localității arată astfel:
- moldoveni — 727;
- ucraineni — 20;
- ruși — 23;
- găgăuzi — 4;
- bulgari — 483;
- țigani — 2;
- altele / nedeclarată — 4.